# Margarete von Bourbon-Dampierre
Margarete von Bourbon-Dampierre (spanisch Margarita de Borbón; * um 1217; † 12. oder 13. April 1258 in Provins, Champagne) war als dritte Gattin Theobalds I. von Navarra von 1234 bis 1253 Königin von Navarra und Gräfin von Champagne. Nach dem Tod ihres Gemahls fungierte sie 1253 kurzzeitig als Regentin für ihren minderjährigen Sohn Theobald II.

## Leben

### Abstammung; Heirat; Königin
Margarete war die älteste Tochter von Archambault VIII., Herr von Bourbon aus dem Haus Dampierre, und seiner zweiten Gemahlin Béatrice de Montluçon. Archambault VIII. war Connétable der Champagne. Als Margarete etwa ihr 15. Lebensjahr erreichte, wurde sie zwischen September 1232 und März 1233 mit dem 31-jährigen Theobald IV., Graf von Champagne und nachmals König von Navarra, verheiratet, dessen zweite Gemahlin Agnes von Beaujeu im Juli 1231 verstorben war. Ihr Vater zahlte für sie eine hohe Mitgift von 36.000 Pariser Livres. Eine ungewöhnliche Klausel des Ehevertrags legte fest, dass Archambault VIII. nur einen anteiligen Betrag der Mitgift zurückerhalten würde, falls seine Tochter innerhalb der ersten neun Ehejahre kinderlos stürbe, und dass er gar nichts wiederbekäme, falls ihr Tod nach mehr als neun Ehejahren einträte. Im Ehevertrag verpflichtete sich Theobald seinerseits, Margarete mehrere Kastellaneien, u. a. Pont-sur-Seine und Nogent-sur-Seine, als Morgengabe zu übereignen. Manche französischen Barone wie der Graf der Bretagne waren mit dieser Eheverbindung Theobalds unzufrieden, weil er hierdurch aus der gegen König Ludwig IX. gerichteten Adelsopposition ausschied.
Die Ehe von Margarete und Theobald, aus der sieben Kinder hervorgingen, währte 20 Jahre. Nach dem Tod Königs Sanchos VII. von Navarra (7. April 1234) folgte ihm Margaretes Gatte als Theobald I. auf den Thron, womit Margarete zur Königin von Navarra aufstieg. Doch trat sie während ihrer Ehezeit als Herrscherin politisch nicht weiter hervor, sodass über ihr damaliges Leben nur wenig bekannt ist.

### Nachkommen
Margarete und ihr Gemahl Theobald I. von Navarra bekamen vier Söhne und drei Töchter:
- Theobald V./II. (* 6./7. Dezember 1239; † 4. Dezember 1270 in Trapani), Graf der Champagne und König von Navarra
- Pierre (* um 1241; † um 1261), Herr von Muruzábal
- Éléonore (* um 1242; † im Kindesalter)
- Marguerite (* um 1244; † 3. Oktober 1307)
  - ⚭ 1255 mit Herzog Friedrich III. von Lothringen († 1302)
- Béatrice (* um 1246; † 1295)
  - ⚭ 1258 Herzog Hugo IV. von Burgund (* 1213; † 1272)
- Heinrich III./I. der Dicke (* um 1249; † 22. Juli 1274 in Pamplona), Graf der Champagne und König von Navarra
- Guillaume (* um 1250; † um 1267)

### Regentin und Tod
Nachdem Theobald I. von Navarra am 8. Juli 1253 in Pamplona gestorben war, übernahm Margarete die Vormundschaft über ihren ältesten Sohn, den 13-jährigen Thronerben Theobald II., für den sie kurzzeitig die Regentschaft des Königreichs führte. Um die von König Jakob I. von Aragón ausgehende Gefahr zu bannen, schloss sie mit ihm am 1. August 1253 ein Bündnis, durch das sie sich auch gegen einen drohenden Einmarsch von Truppen des kastilischen Königs Alfons X. in Navarra absicherte. Dieser Pakt sah ferner u. a. die Vermählung von Jakobs Tochter Constanza oder – im Fall ihres Todes – von ihrer Schwester Sancha mit Theobald II. vor. Innenpolitisch musste Margarete erst den Widerstand navarresischer Adliger überwinden, die sich gegen die Thronfolge ihres Sohns aussprachen. Sie brachte ihn nach Pamplona, konnte eine offene Revolte vermeiden, verhandelte mit dem Adel sowie einflussreichen Städten und erreichte schließlich die Anerkennung Theobalds II. als König. Die navarresischen Stände ernannten aber Sancho Fernández de Monteagudo zum neuen Regenten, dem sie zur Unterstützung einen Rat von zwölf Baronen an die Seite stellten. Nach der Inthronisierung Theobalds als König (27. November 1253) zog sich Margarete auf ihre Ländereien in der Champagne zurück.
Gegen Ende 1254 begab sich Margarete mit Theobald an den Hof König Ludwigs IX., um ihre Streitigkeiten mit Blanche, Herzogin der Bretagne, beizulegen, die eine Tochter von Margaretes verstorbenem Gatten Theobald I. aus dessen zweiter Ehe war. Blanches Gatte, Herzog Johann I., erhob nämlich im Namen seiner Ehefrau ebenfalls Anspruch auf die Thronfolge in Navarra. Theobald verliebte sich in Isabella, die zweite Tochter Ludwigs IX., und wollte sie heiraten; und Margarete willigte in den Wunsch ihres Sohns ein. Der König verlangte, bevor er ebenfalls seine Zustimmung zur Heirat gab, die Aussöhnung Theobalds mit seiner Halbschwester Blanche. Es wurde ein Kompromiss erzielt, demzufolge sich Theobald zur Zahlung einer größeren Geldsumme an Blanche im Austausch für deren Verzicht auf die Krone Navarras bereiterklärte. Die Hochzeit von Theobald und Isabella fand im April 1255 statt.
In der Champagne verbot Margarete dem Templerorden, der in dieser Grafschaft gegen den Willen ihres Gemahls riesige Ländereien erworben hatte, den Ankauf weiteren Feudallands. 1256 einigte sie sich mit ihrem Sohn auf das ihr als Witwe Theobalds I. zustehende Vermögen. Sie behielt größtenteils ihre ehemalige Mitgift und sollte unter anderem von Theobald eine Leibrente von 1000 Livres bekommen, wobei sie über 300 Livres von dieser Geldsumme völlig frei verfügen konnte. Sie residierte bis zu ihrem Tod auf ihren Gütern in der Champagne. Im April 1258 starb sie in Provins und wurde im Kloster Clairvaux beigesetzt.